# کنویر (کنتاکی)
کنویر (به انگلیسی: Kenvir) یک منطقهٔ مسکونی در ایالات متحده آمریکا است که در شهرستان هارلن، کنتاکی واقع شده‌است. کنویر ۲۹۷ نفر جمعیت دارد و ۴۴۴٫۱ متر بالاتر از سطح دریا واقع شده‌است.